# Server Side Includes
Server side includes, SSI, är ett enklare skriptspråk för att låta en webbserver automatiskt stoppa in data eller hela dokument i ett visat html-dokument.  SSI aktiveras om man använder sig av filändelsen .shtml, (eller .shtm, .sht) och har SSI aktiverat på webbservern.  För mer komplexa uppgifter används lämpligen mer avancerade språk som Microsofts ASP, Suns JSP och öppen-källkod-projektet PHP. I jämförelse med dessa har SSI en begränsad uppsättning kommandon men hanteras å andra sidan av alla de större webbservrarna, till exempel Apache.